# Agrostis reygeri
Agrostis reygeri é uma espécie de gramínea do gênero Agrostis, pertencente à família Poaceae.